# Ljubljanski maraton
Ljubljanski maraton je največja tekaška prireditev v Sloveniji, ki jo vsako leto, od leta 1996 naprej, organizira Mestna občina Ljubljana, izvaja pa Društvo Timing Ljubljana. Poteka vsako leto na tretji vikend v oktobru. Osrednji dogodek je Heineken 0.0 maraton (42 km), na voljo pa so še polmaraton Generali ZAME (21 km), Garmin tek 10 km, vse v nedeljskem sporedu. Sobotni program je namenjen mlajšim: predšolskim, Šolskim tekom (za učence in dijake) ter dobrodelni tek. Od 2024 je generalni sponzor NLB d.d.

## Trase
Start je na Slovenski cesti pri Figovcu (Trg Ajdovščina), vse proge so krožne (v enem krogu), ravninske, cilj pa je na Kongresnem trgu.

## Od začetka do danes
Sedemindvajseti oktober 1996 za Ljubljano ni bil povsem navaden dan. To se je pravzaprav pokazalo šele čez leta, a tistega dne je bilo posejano seme, ki je uspešno vzklilo in začelo rasti bolj, kot si je kdo lahko mislil. Tisti, ki so si več let prizadevali zanj, so poznali vlogo maratonskih prireditev v velikih mestih in si zato znali predstavljati, da bi lahko sčasoma tudi Ljubljanski maraton prerasel v kaj večjega. Tistega lepega nedeljskega jutra so ceste Ljubljane prvič zavzeli tekači, ki jih je bilo skupaj 673.
Leta 2024 je na NLB Ljubljanskem maratonu sodelovalo skupaj 21.242 tekačev in tekačic. Najbolj množičen je bil Ljubljanski maraton leta 2015, ko je teklo skupaj 24.372 tekačev.

## Zmagovalci
Legenda:
      Rekord proge
| Leto | Moški                             | Čas                      | Ženske                         | Čas                      |
| ---- | --------------------------------- | ------------------------ | ------------------------------ | ------------------------ |
| 2024 | Tamire Getaneh Molla (ETH)        | 2:06:29                  | Joyce Chepkemoi Tele (KEN)     | 2:20:17                  |
| 2023 | Edmond Kipngetich (KEN)           | 2:06:47                  | Zinash Gerado Senbeta (ETH)    | 2:21:05                  |
| 2022 | Gebretsadik Abraha (ETH)          | 2:06:09                  | Dagne Siranesh Yirga (ETH)     | 2:21:08                  |
| 2021 | (KEN)Ernest Kibet Tarus           | 2:22:39                  | (KEN)Kwamboka Momanyi Grace    | 2:38:10                  |
| 2020 | odložen zaradi pandemije          | odložen zaradi pandemije | odložen zaradi pandemije       | odložen zaradi pandemije |
| 2019 | Kelkile Gezahegn Woldaregay (ETH) | 2:07:29                  | Bornes Chepkirui Kitur (KEN)   | 2:21:26                  |
| 2018 | Sisay Lemma (ETH)                 | 2:04:58                  | Visiline Jepkesho (KEN)        | 2:22:58                  |
| 2017 | Marius Kimutai (KEN)              | 2:08:33                  | Shuko Genemo Wote (ETH)        | 2:27:02                  |
| 2016 | Laban Mutai (KEN)                 | 2:09:16                  | Purity Changwony (KEN)         | 2:29:31                  |
| 2015 | Limenih Getachew (ETH)            | 2:08:19                  | Melkam Gizew (ETH)             | 2:25:42                  |
| 2014 | Ishmael Bushendich (KEN)          | 2:08:25                  | Janet Rono (KEN)               | 2:29:16                  |
| 2013 | Mulugeta Wami (ETH)               | 2:10:26                  | Caroline Chepkwony (KEN)       | 2:27:27                  |
| 2012 | Berhanu Shiferaw (ETH)            | 2:09:40                  | Worknesh Tola (ETH)            | 2:30:45                  |
| 2011 | Daniel Too (KEN)                  | 2:08:25                  | Lydia Kurgat (KEN)             | 2:33:01                  |
| 2010 | Evans Kipkosgei Ruto (KEN)        | 2:10:17                  | Tiruwork Mekonnen (ETH)        | 2:37:16                  |
| 2009 | William Biama (KEN)               | 2:10:12                  | Caroline Cheptanui Kilel (KEN) | 2:25:24                  |
| 2008 | Abraham Mulu (ETH)                | 2:14:41                  | Tetjana Mezenceva (UKR)        | 2:37:13                  |
| 2007 | Oleksandr Sitkovski (UKR)         | 2:12:49                  | Tetjana Filonjuk (UKR)         | 2:34:58                  |
| 2006 | Joachim Nshimirimana (BDI)        | 2:14:14                  | Inga Juodeškiene (LTU)         | 3:01:55                  |
| 2005 | Samuel Njoroge Nganga (KEN)       | 2:15:47                  | Daneja Grandovec (SLO)         | 2:50:42                  |
| 2004 | Joachim Nshimirimana (BDI)        | 2:13:31                  | Jelena Razdrogina (RUS)        | 2:46:30                  |
| 2003 | Andrij Naumov (UKR)               | 2:13:58                  | Galina Žuljeva (UKR)           | 2:38:13                  |
| 2002 | Andrij Naumov (UKR)               | 2:14:30                  | Galina Žuljeva (UKR)           | 2:39:36                  |
| 2001 | Roman Kejžar (SLO)                | 2:22:57                  | Nada Rotovnik Kozjek (SLO)     | 3:09:47                  |
| 2000 | Patrick Chumba (KEN)              | 2:13:35                  | Maria Luisa Costetti (ITA)     | 3:08:38                  |
| 1999 | Woliye Jara (ETH)                 | 2:20:53                  | Ljudmila Petrova (RUS)         | 2:52:25                  |
| 1998 | Piotr Pobłocki (POL)              | 2:18:20                  | Helena Javornik (SLO)          | 2:32:33                  |
| 1997 | Charles Subano (KEN)              | 2:19:28                  | Helena Javornik (SLO)          | 2:40:05                  |
| 1996 | Roman Kejžar (SLO)                | 2:20:12                  | Helena Javornik (SLO)          | 2:37:58                  |